# نگار نیکخواه آزاد
نگار نیکخواه آزاد (زادهٔ ۶ خرداد ۱۳۷۰ - تهران) بازیگر سینما اهل ایران است.

## زندگی‌نامه
نگار نیکخواه آزاد بیشتر در کارهای پدرش وحید نیکخواه آزاد حضور داشته که از آن جمله می‌توان به بازی در فیلم سینمایی «دیو و دلبر» و دو تله فیلم «هدیه شب عید» و «محبوبه» و دستیاری کارگردان در «نصف مال من، نصف مال تو» اشاره کرد. او در سال ۱۳۸۹ در تله فیلم «آلونک» (پرند زاهدی) ظاهر شد و در سال ۹۰ در تله فیلم «کاغذهای رنگی» به کارگردانی مونا زندی ایفای نقش کرد. او همچنین سال ۹۱ در سریال «داوران» به کارگردانی احمد امینی نیز حضور داشت.
وی در بیستمین جشنواره بین‌المللی فیلم‌های کودکان و نوجوانان به عنوان داور نوجوان حضور داشته‌است.
نگار نیکخواه‌آزاد در هنرستان سوره، «نمایش» خوانده و دوره بازیگری در کارگاه امین تارخ را نیز پشت سر گذاشته‌است.
رشتهٔ دانشگاهی او نیز «نمایش» است.
وی در سال ۹۲ برای بازی در فیلم سینمایی گنجشکک اشی‌مشی موفق به دریافت جایزهٔ بهترین بازیگر نوجوان از جشنوارهٔ بین‌المللی کودکان و نوجوانان اصفهان شد.

## فیلم‌شناسی

### سینمایی
- نصف مال من، نصف مال تو (۱۳۸۵ دستیار کارگردان)
- دیو و دلبر (۱۳۸۹ بازیگر)
- فرزندخوانده (۱۳۹۰ بازیگر)
- گنجشکک اشی‌مشی (۱۳۹۲ بازیگر)

### تلویزیونی
- تله‌فیلم «هدیه شب عید»
- تله‌فیلم «محبوبه»
- تله‌فیلم «آلونک»
- تله‌فیلم «کاغذهای رنگی»
- آغوش‌های خالی (۱۳۷۸ وحید نیکخواه آزاد)

### فیلم کوتاه
- ناگهان زینت...
- دوشنبهٔ آخر